# 비바 (2015년 영화)
비바(Viva)는 쿠바에서 제작된 패디 브레스내치 감독의 2015년 드라마 영화이다. 호르헤 페루고리아 등이 주연으로 출연하였다.

## 출연

### 주연
- 호르헤 페루고리아
- 엑토르 메디나

### 조연
- 루이스 알베르토 가르시아

## 제작진
- 제작총괄: 베니시오 델 토로